# 別吉連
別吉連，元朝将领，阿速人，拔都兒的儿子。
别吉连承袭父职，领阿速军。在元武宗至大四年（1311年）河东、陕西、鞏昌、延安、燕南、河北、遼陽、河南、山東等九地翼卫探马赤为争夺草地发生纠纷，诉讼案达二百余起，他奉命去实地调查，全部处理，依法定罪。官至怀远大将军。致和元年（1328年）两都之战，他跟随丞相燕铁木儿活捉倒剌沙的部下乌伯都剌，并领諸衛軍驻守居庸关等要害地区。天曆元年（1328年）十月，王禪率军至羊頭山，攻破隘口，別吉連随燕铁木儿率军突入，王禪敗走，元文宗賜给他御衣二襲、三珠虎符，及弓矢、甲冑、金帛等物，旌表其功。因病辞位，其后病故，子也連的襲职。